# Annelies Nelck
Annelies Nelck, née le 26 juillet 1925 à Nice et morte le 22 août 2014 à Nexon, est une peintre et graveuse sur bois néerlandaise.

## Biographie
Annelies Nelck naît le 26 juillet 1925 à Nice.
Devenue assistante d'Henri Matisse, elle lui sert de modèle pour certaines œuvres, par exemple Lectrice à la table jaune, un tableau peint en 1944. Il fait son portrait dans Annelies, tulipes blanches et anémones, la même année.
Elle expose en 1950 avec le groupe Les mains éblouies. Travaillant en Provence, elle expose surtout à Vence et Cagnes. Matisse, qui voit sa peinture, ne cesse de lui prodiguer des encouragements. Elle montre une belle assurance tant dans la composition en surfaces franches que dans le maniement de somptueuses pâtes dorées éclatant sur le bleu. Aux paysages du Midi et aux natures-mortes aux chardons, peints à l'huile, il faut ajouter à son actif des gravures sur bois et des dessins, au trait singulièrement aigu.
Annelies Nelck meurt le 22 août 2014 à Nexon.